# Revelim de Santo Inácio
O Revelim de Santo Inácio (em castelhano:  Revellín de San Ignacio) é um revelim do século XVIII situado na cidade autónoma espanhola de Ceuta. Ocupa a parte central da Praça de Armas do Conjunto Monumental das Muralhas Reais de Ceuta.

## História
Construído no século XVIII, foi restaurado pelo arquiteto Juan Miguel Hernández León e desde 1999 as suas salas abrigam a secção de Belas Artes do Museu de Ceuta e as exposições temporárias.
O revelim tem a planta triangular, com os flancos laterais arrematados por canhoneiras e na porta central existe um escudo heráldico com as armas da coroa espanhola durante o reinado de Filipe V de Espanha com uma cartela cuja inscrição remete à campanha levada a cabo pelo exército do marquês de Lede em 1720, em que este forçou os sitiantes a se retirarem para os locais próximos da cidade marroquina de Castillejos.
O seu interior era constituído por naves abobadadas e rampas que subiam até um aterro que constituía a plataforma superior de onde a guarnição controlava o campo exterior.